# Schobrunn
SCHOBRUNN est une société chinoise spécialisé dans les produits capillaires.

## Histoire
Fondée en 1992 à Shanghai, Schobrunn compte environ 600 employés et possède un siège à Paris et un à Shanghai. Elle est impliquée dans la R&D, la production et la distribution de produits de soins capillaires pour les professionnels de la coiffure. Elle est le troisième acteur de l'industrie de la coiffure en Chine, après L'Oréal et Procter&Gamble (Wella), d'après une étude de marché menée par Unilever en 2009. 
Schobrunn PARIS est chargée de la commercialisation des produits Schobrunn sur le marché international et mène une série de projets.

## Informations
Après une année de préparation pour remplir toutes les conditions requises par l'AMF (Autorité des Marchés Financiers), Schobrunn a été introduite en bourse à Paris, en France, en 2010.
Longjie Cai est le fondateur et PDG de Schobrunn. Depuis 2009, Alexandre Chieng est le Vice-Président.

## Activités

### R&D

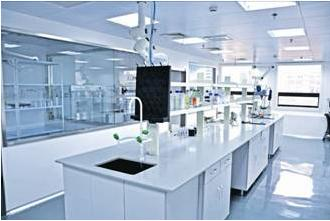
Laboratoires de SCHOBRUNN

Le Centre de R&D de Schobrunn se concentre sur trois éléments principaux : 
- l'addition de fonctions sur les formules existantes,
- l'élaboration de nouvelles formules,
- la sécurité et l'évaluation des effets du produit.

Schobrunn possède plusieurs brevets de recherche nationaux et internationaux.
Les partenaires universitaires de Schobrunn sont :
- East China University of Science and Technology,
- Paris Tech[3].

## Événement

### 14efestival international du film de Shanghai
Fondé en 1993, le Festival international du film de Shanghaiest reconnu par l'association de producteurs de cinéma international. Jovial a rejoint le Festival International du Film de Shanghai et est devenue la marque attitrée de coiffure par les organisateurs pour la première fois en 2005. Jovial travaille avec l'équipe artistique Make Up Forever, une marque de maquillage du groupe LVMH, pour maquiller et coiffer les stars, à la fois à la cérémonie d'ouverture et de fermeture.

### Exposition universelle de Shanghai 2010
Jovial a été le sponsor de l'évènement "mariage romantique" dans le Pavillon France sur le thème "La ville sensuelle", lors de l'Exposition Universelle de Shanghai. L'univers de Jovial "Meilleur pour Vous" fait écho avec le thème de l'Exposition Universelle. 